# Archidiocèse de Sens
L'archidiocèse de Sens est un ancien archidiocèse français dans la province ecclésiastique de Sens supprimé en 1790. Il est remplacé par l'archidiocèse de Sens-Auxerre.